# 四通桥
四通桥位于中華人民共和國北京市海淀区，是北三环西路（东西向）和中关村大街－中关村南大街（南北向）交汇处的一座立交桥。该桥为一座东西向的樑式桥，桥长286米，宽28米。该桥为四通公司捐建，因此得名四通。1995年建成。

## 歷史
2016年10月13日凌晨，桥梁因箱梁质量较差，为配合三环路大修，北京市政路桥对该桥梁进行大量维修工作。在2016年以后，因北京地铁12号线施工，桥梁梁柱底部被围上施工护栏，中国中铁在桥柱下方挖坑施工。

### 四通橋抗议事件
2022年10月13日上午中共二十大召開前夕，该桥发生政治抗议事件，抗议者彭立发在桥上挂反共横幅，反對封控政策并呼籲罷免中共中央總書記習近平等。彭立发当场被警方逮捕，其妻子、女儿和家乡的亲友均受到习近平当局的严密监控和封锁。该事件也被认为是白紙運動的前導。

#### 影響
四通桥事件后，由于彭立发的举动被视为对维稳的重大威胁，当局随即加强桥周边安保，部署大量公安、特警及看橋員巡逻与值守。2023年5月30日，有人发现四通桥的路牌被拆除，同时在百度地图、高德地图等中国地图软件中亦无法再搜索“四通桥”相关信息，惟“四通桥南”“四通桥西”等公交站名仍可正常搜索且未更改。

## 附近交通
附近地铁有北京地鐵4號線及北京地铁12号线人民大學站，北京公交四通桥南、四通桥西和四通桥东公交站，北京公交经过该桥周围的线路较多，例如北京公交300路、北京公交368路、北京公交921路等。

## 附近商圈及设施情况
四通桥西北侧、西南侧为北京友谊宾馆的园区，北侧周围有中国人民大学、当代商城（已于2024年1月6日改造关闭），南侧周围则有于2003年建成的数码大厦，内嵌有华宇购物中心，以及北京理工大学。四通桥周围街区较为繁华热闹。

## 外部連結
|                   |   | 中关村大街 中关村一桥 |   |                   |
|                   |   | ↑                     |   |                   |
| 苏州桥 北三环西路 | ← | 四通桥                | → | 联想桥 北三环西路 |
|                   |   | ↓                     |   |                   |
|                   |   | 白石新桥 中关村南大街 |   |                   |